# Elatostema lanaense
Elatostema lanaense är en nässelväxtart som beskrevs av Charles Budd Robinson. Elatostema lanaense ingår i släktet Elatostema och familjen nässelväxter. Inga underarter finns listade i Catalogue of Life.